# Karin Kiwus

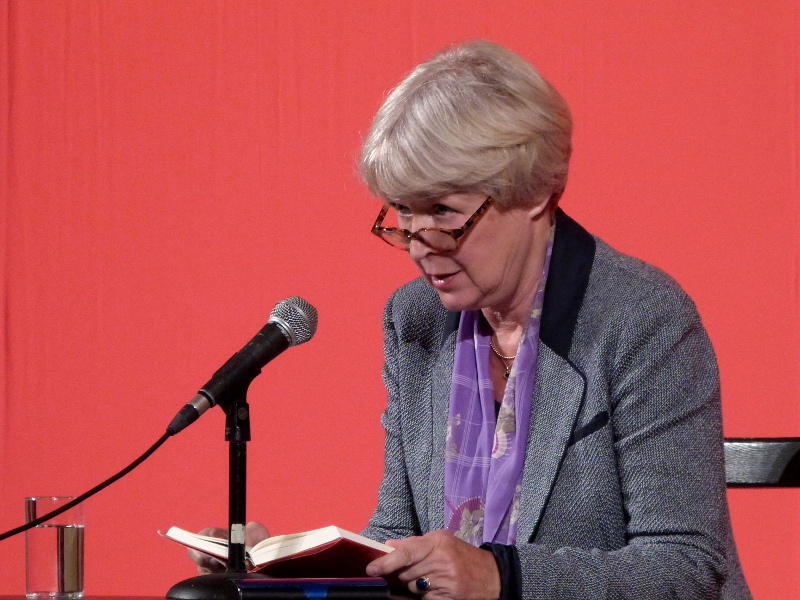
Karin Kiwus (2014)

Karin Kiwus (* 9. November 1942 in Berlin) ist eine deutsche Lyrikerin.

## Leben
Karin Kiwus studierte Publizistik, Germanistik und Politikwissenschaft an der Freien Universität Berlin und erlangte 1970 den Grad eines Magisters. Von 1971 bis 1973 war sie wissenschaftliche Assistentin an der Akademie der Künste (Berlin), von 1973 bis 1975 wirkte sie als Lektorin im Suhrkamp Verlag, und ab 1975 leitete sie die Abteilung Literatur der Berliner Akademie der Künste. 1978 hielt sie sich als Gastdozentin an der University of Texas at Austin auf, 1981 bis 1982 war sie Lehrbeauftragte an der Freien Universität Berlin. 1986/87 arbeitete sie erneut als Verlagslektorin in Hamburg, ehe sie 1987 zur Akademie der Künste nach Berlin zurückkehrte. Karin Kiwus lebt in Berlin.

## Auszeichnungen
Für ihr lyrisches Werk erhielt Karin Kiwus 1977 den Literaturförderpreis der Stadt Bremen und ein Gaststipendium der Stadt Graz und 1981 den Förderpreis des Kulturkreises der deutschen Wirtschaft im BdI. Am 12. Januar 2005 wurde sie mit dem Bundesverdienstkreuz am Bande geehrt. 2014 erhielt sie den Wiesbadener Lyrikpreis Orphil für Das Gesicht der Welt.

## Werke
- Von beiden Seiten der Gegenwart, Gedichte, Frankfurt am Main 1976
- Angenommen später, Gedichte, Frankfurt am Main 1979
- Fragile, Gedichte, Frankfurt am Main 1979
- 39 Gedichte, Stuttgart 1981
- Zweifelhafter Morgen, Gedichte (Auswahl), Leipzig 1987
- Das chinesische Examen, Gedichte, Frankfurt am Main 1992
- Nach dem Leben, Gedichte, Frankfurt am Main 2006
- Das Gesicht der Welt, Gedichte, Frankfurt am Main 2014

## Herausgeberschaft
- Als der Krieg zu Ende war, Berlin 1975
- Vom Essen und Trinken, Frankfurt am Main 1978 (zusammen mit Henning Grunwald)
- Diskussion um den Martin-Gropius-Bau und das Angrenzende Gelände: Dokumentation, Berlin 1983
- Berliner Autoren-Stadtbuch, Berlin 1985
- Der Traum der Vernunft, vom Elend der Aufklärung, Darmstadt [u. a.]
  - Folge 1. Zwischen Juli 1984 und Februar 1985, 1985
  - Folge 2. Zwischen Juni 1985 und Februar 1986, 1986
- Tiere wie wild, Nördlingen 1989
- Berichte für eine Akademie, Berlin 1996
- Berlin – ein Ort zum Schreiben, Berlin 1996 (zusammen mit Barbara Voigt)
- Heiner-Müller-Archiv, Berlin 1998 (zusammen mit Barbara Voigt)
- Fundsachen für Grass-Leser, Frankfurt am Main 2002 (mit Wolfgang Trautwein)
- "Wenn ich auf mein bisheriges Leben zurückblicke, dann muß ich leider sagen", Berlin 2002